# Mirina (insecto)
Mirina es un género de lepidópteros ditrisios de la familia Endromidae; hasta hace poco se situaban en los mirínidos (Mirinidae), una familia con solo este género. Tienen costumbres nocturnas.